# Ciclone Hondo
O ciclone Hondo (designação do JTWC: 16S; ciclone tropical muito intenso Hondo, segundo o CMRE de Reunião) foi o oitavo sistema nomeado da temporada de ciclones no Oceano Índico sudoeste de 2007-08. Hondo também foi o sistema mais intenso da temporada.
Hondo formou-se no Oceano Índico central e alcançou o pico de intensidade com ventos constantes por 1 minuto estimados em 240 km/h segundo o Joint Typhoon Warning Center, ou 215 km/h, segundo a Météo-France. Hondo afetou Maurícia e principalmente Reunião em 23 de Fevereiro, embora nenhum dano fosse registrado.

## História meteorológica

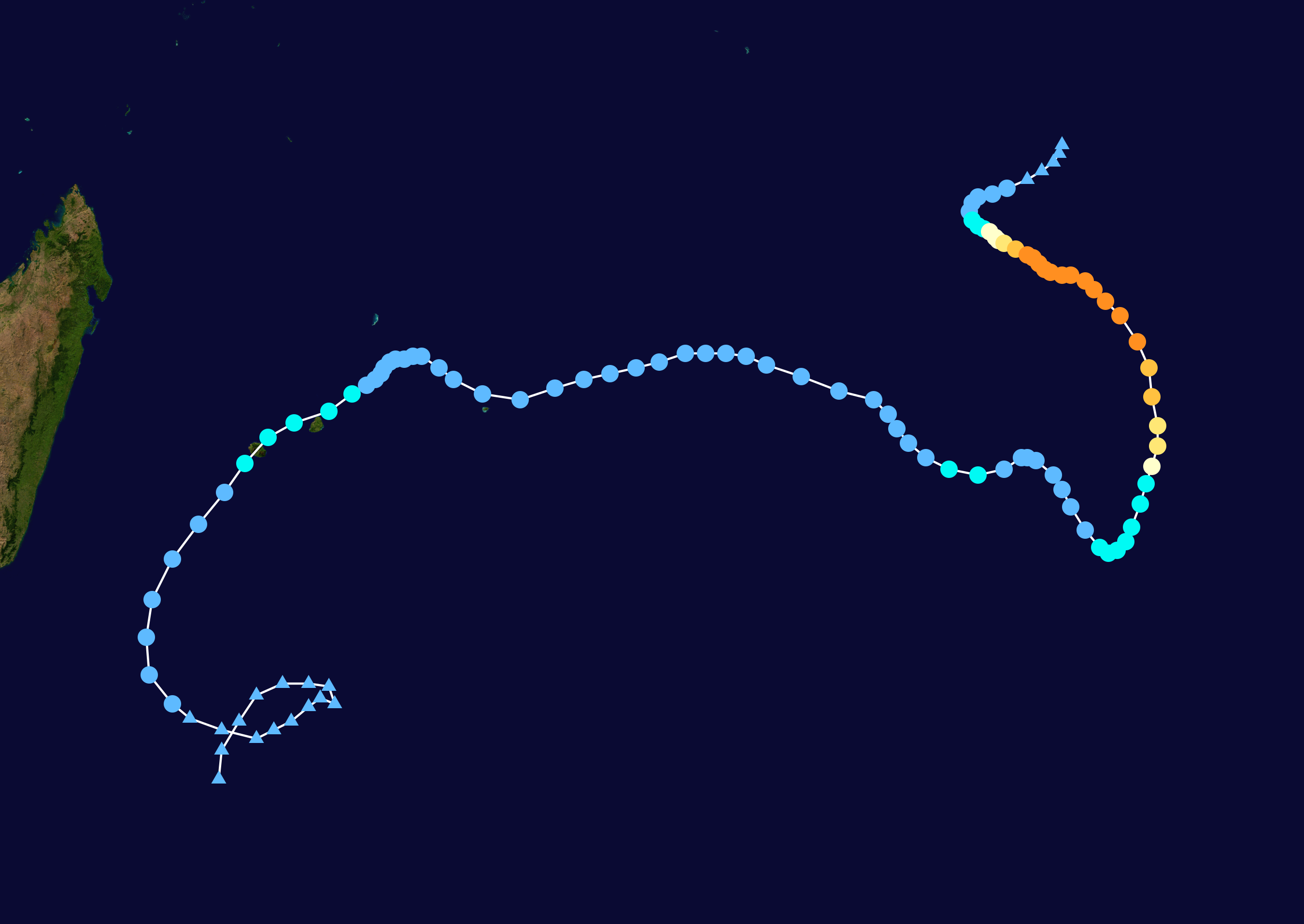
O caminho de Hondo

Em 2 de Fevereiro, uma área de distúrbios meteorológicos situado no Índico central em associação à Zona de Convergência Intertropical começou a apresentar uma circulação ciclônica, sendo monitorado pelo JTWC. Não houve mudanças significativas quanto a intensidade no sistema, até que em 4 de Fevereiro, o sistema começou a apresentar sinais de intensificação. O JTWC emitiu um alerta de formação de ciclone tropical sobre o sistema em desenvolvendo na madrugada (UTC) daquele dia. Horas depois, o Centro Meteorológico Regional Especializado (CMRE) de Reunião, controlada pela Météo-France, classificou o sistema, designando-o como a perturbação tropical 10-20072008. Durante a tarde daquele dia, o JTWC começou a emitir avisos regulares sobre o sistema, designado-o como o ciclone tropical 16S. A partir da noite de 4 de Fevereiro, o sistema começou a sofrer rápida intensificação: no começo da madrugada de 5 de Fevereiro, o CMRE de Reunião classificou a perturbação como a depressão tropical 10R. 6 Horas depois, o CMRE de Reunião classificou a depressão tropical como uma tempestade tropical moderada, chamando-o de Hondo. Hondo tornou-se a oitava tempestade a ser nomeada na temporada de ciclones no Oceano Índico sudoeste de 2007-08. A rápida intensificação continuou durante aquele dia e por volta das 18:00 UTC, o CMRE de Reunião já tinha classificado Hondo como um ciclone tropical intenso, o primeiro da temporada. Sob condições favoráveis, Hondo continuou a se intensificar em 6 de Fevereiro e o CMRE de Reunião classificou Hondo como um ciclone tropical muito intenso, a classificação máxima dada a ciclones tropicais na bacia do Índico sudoeste.  Naquele dia, Hondo alcançou o pico de intensidade, com ventos constantes de 240 km/h, força equivalente a um furacão de categoria 4 na escala de furacões de Saffir-Simpson. A partir deste momento, Hondo começou a se enfraquecer. No entanto, o ciclone voltou a se fortalecer, alcançando novamente o pico de intensidade  com ventos constantes de 230 km/h.
A partir daquele dia, Hondo começou a seguir mais velozmente para sudoeste e posteriormente para o sul, adentrando em uma área de ventos de cisalhamento em intensificação e águas mais frias. Com isso, Hondo começou a se enfraquecer continuamente, sendo desclassificado continuamente. Em 11 de Fevereiro, o CMRE de Reunião desclassificou Hondo como uma tempestade tropical moderada. Neste dia, Hondo perdeu todas as suas áreas de convecção profunda, mesmo assim, ainda mantinha uma circulação ciclônica de baixos níveis bem definida e com intensidade suficiente para que os avisos continuassem a ser emitidos. Em 12 de Fevereiro, tanto o JTWC como o CMRE de Reunião emitiram seus últimos avisos sobre Hondo, assim que o sistema tornou-se uma área de baixa pressão remanescente. No entanto, a área de baixa pressão remanescente de Hondo continuou a seguir para nordeste e persistiu por vários dias. Em 20 de Fevereiro, o sistema começou a mostrar sinais de regeneração e a Météo-France classificou o sistema como a perturbação tropical ex-Hondo. No dia seguinte, a Météo-France classificou a perturbação como uma depressão tropical. No mesmo dia, o JTWC emitiu um segundo alerta de formação de ciclone tropical sobre o sistema em desenvolvimento. Em 23 de Fevereiro, o JTWC recomeçou a emitir avisos regulares sobre o sistema. No mesmo dia, Hondo passou sobre Reunião como uma fraca tempestade tropical. Movendo-se para o sudoeste e para o sul, na periferia de uma alta subtropical, Hondo enfraqueceu-se. A passagem da circulação do sistema sobre os terrenos montanhosos de reunião também enfraqueceram a tempestade. Na madrugada (UTC) de 24 de Fevereiro, o JTWC emitiu, pela segunda vez, o último aviso sobre o sistema, enquanto que a Météo-France desclassificou o sistema para uma perturbação tropical. No dia seguinte, a Météo-France emitiu seu último aviso sobre Hondo.

## Preparativos e impactos
O CMRE de Reunião emitiu um alerta amarelo, avisando a população sobre a possibilidade da passagem de um ciclone tropical. O governo de Maurício também emitiu um alerta de ciclone em preparação à chegada de Hondo. Mas o alerta foi cancelado devido à previsões que Hondo não iria se fortalecer. No entanto, a circulação ciclônica de Hondo passou sobre o terreno acidentado da ilha de Reunião. Não houve relatos ou registros de danos na ilha.